# Sparganium eurycarpum
Sparganium eurycarpum är en kaveldunsväxtart som beskrevs av Georg George Engelmann. Sparganium eurycarpum ingår i släktet igelknoppar, och familjen kaveldunsväxter.

## Underarter
Arten delas in i följande underarter:
- S. e. coreanum
- S. e. eurycarpum

## Bildgalleri

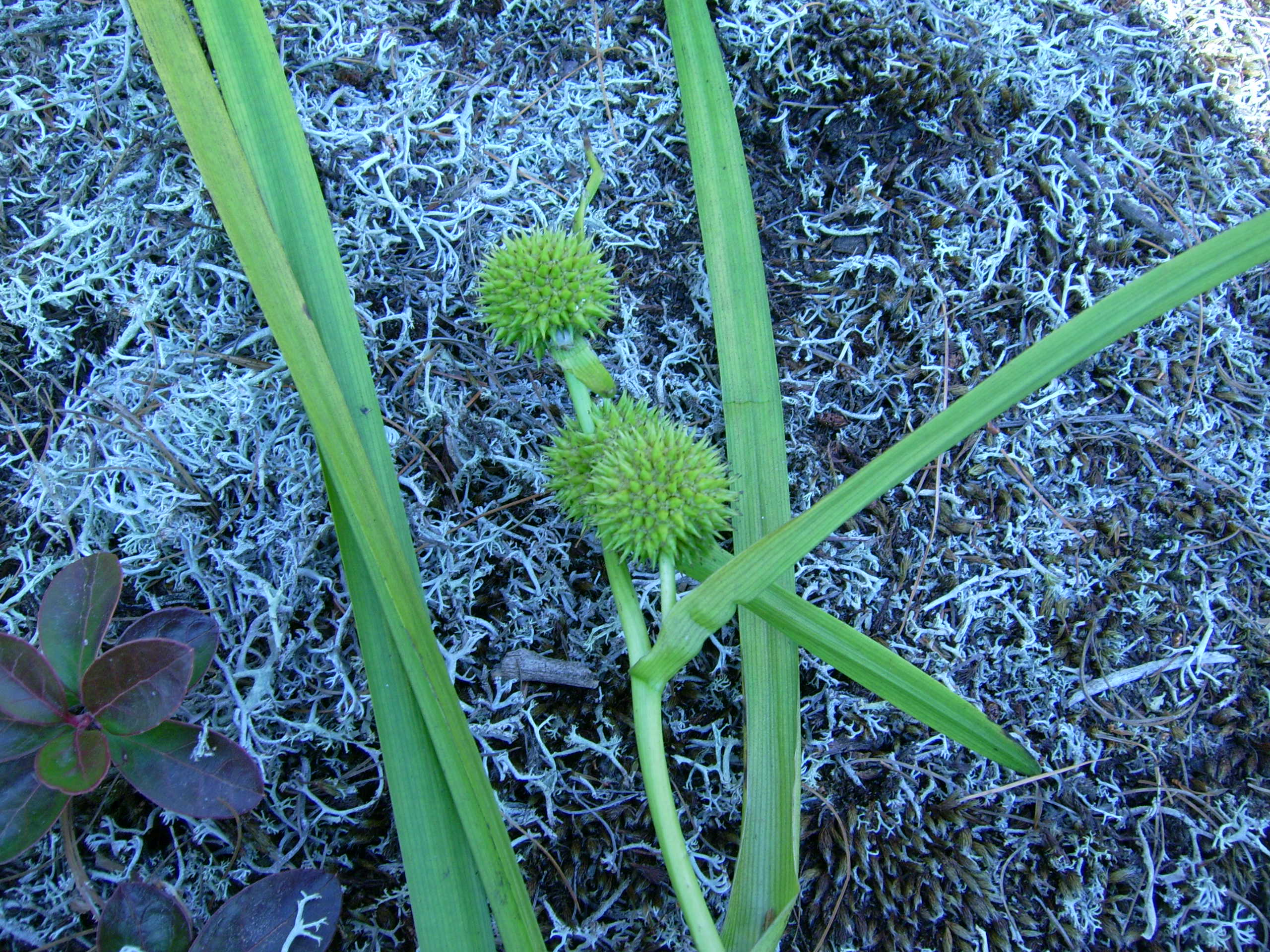
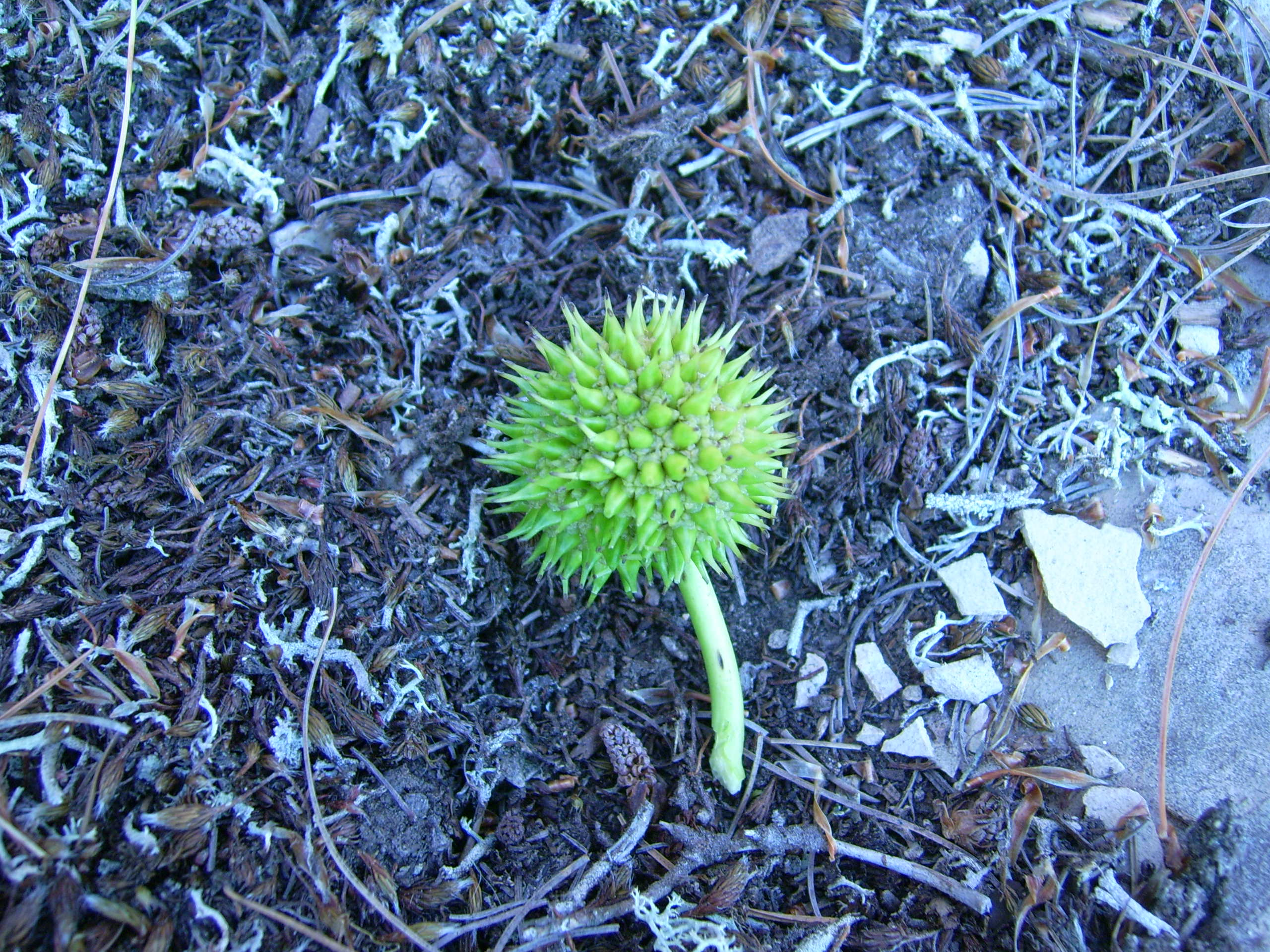
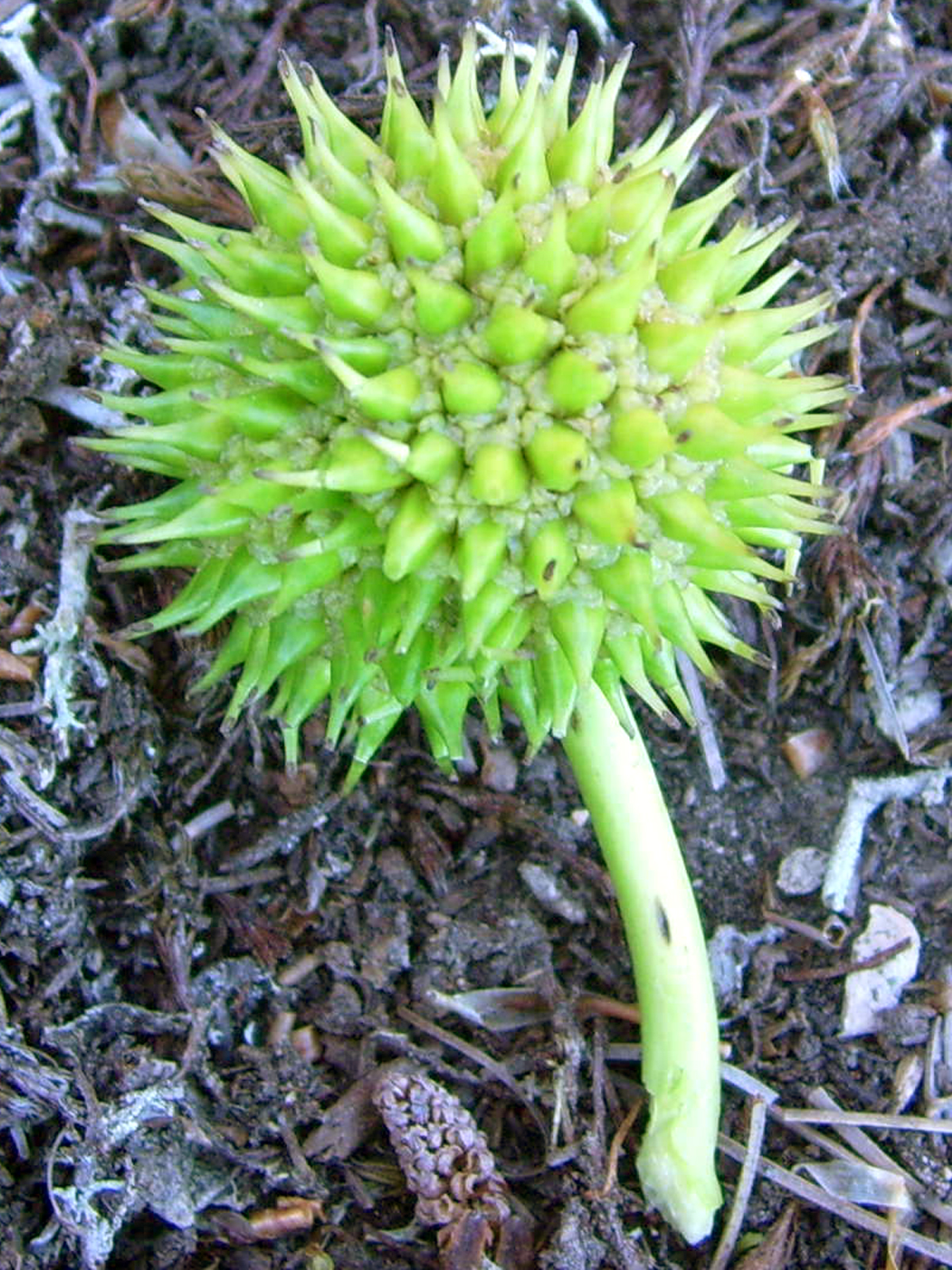